# 1914
| 1914                                                 |
| ---------------------------------------------------- |
| Dødsfald - Fødsler                                   |
| • Begivenheder • Film • Litteratur • Politik • Sport |

| Gregoriansk kalender | 1914 MCMXIV             |
| Ab urbe condita      | 2667                    |
| Armensk kalender     | 1363 ԹՎ ՌՅԿԳ            |
| Kinesiske kalender   | 4610 – 4611 癸丑 – 甲寅 |
| Etiopisk kalender    | 1906 – 1907             |
| Jødisk kalender      | 5674 – 5675             |
| Hindukalendere       |                         |
| - Vikram Samvat      | 1969 – 1970             |
| - Shaka Samvat       | 1836 – 1837             |
| - Kali Yuga          | 5015 – 5016             |
| Iransk kalender      | 1292 – 1293             |
| Islamisk kalender    | 1332 – 1333             |

Konge i Danmark: Christian 10. 1912-1947
Se også 1914 (tal)

## Begivenheder
- Danmarks tjenestepiger bliver officielt husassistenter.[1]
- Den Gamle By i Århus grundlægges

### Januar
- 1. januar - i Florida, USA, indledes verdens første planmæssige ruteflytrafik

- 5. januar – Ford Motor Company annoncerer en 8 timers arbejdsdag, og en minimumløn på $5 for en dags arbejde

### April
- 23. april - Der spilles for første gang en baseballkamp på Chicagos stadion Wrigley Field, dengang kaldet Weeghman Park

### Maj
- 9. maj - Jordskælv på Sicilien dræber mere end 100 mennesker
- 25. maj - loven om hjemmestyre (Home Rule) for Irland vedtagesS/S Bismarck bliver søsat 20. juni 1914 i Hamborg
- 25. maj - den osmanniske indenrigsminister Talat Pasja beordrer tvungen deportering af etniske armeniere fra hele Østanatolien til Mesopotamien og til det, som senere blev Syrien (kendt som det armenske folkedrab)
- 29. maj - den britiske liner Empress of Ireland med 1.477 passagerer og besætningsmedlemmer bliver vædret af det norske fragtskib Storstad ud for St. Lawrence floden i Canada, og 1.012 mennesker omkommer i en af skibshistoriens værste skibskatastrof

### Juni
- 7. juni - det første fartøj, Alliance, passerer gennem Panamakanalen
- 11. juni - på en køretur gennem Westminster, London udsættes kong George for et attentat af to Suffragetter. Kongen såres let
- 20. juni - Oceanlineren S/S Bismarck søsættes i Hamborg
- 28. juni – den østrig-ungarske tronfølger Franz Ferdinand bliver skudt i Sarajevo

### Juli
- 12. juli - Aarhus-Hammel-Thorsø Jernbane indvier strækningen Hammel-Thorsø

- 21. juli – Seth Barnes Nicholson opdager Jupiter-månen Sinope.
- 23. juli – Østrig-Ungarn afsender ultimatum til den serbiske regering angående opklaringen af Sarajevomordet
- 28. juli – Østrig-Ungarn erklærer Serbien krig, og starter dermed 1. verdenskrig

### August
- 1. august – Det Tyske Kejserrige erklærer krig mod det Russiske Kejserrige
- 2. august -  I en af de første krigshandlinger under første verdenskrig besætter Tyskland Luxemburg og forlanger fri passage gennem Belgien
- 2. august - fotografen Heinrich Hoffmann tager et billede på Odeonsplatz i München - på fotografiet ses en ung og opstemt Adolf Hitler
- 3. august – Tyskland og Tyrkiet underskriver en hemmelig traktat. Italien erklærer sig neutralt. Østrig-Ungarn og Tyskland erklærer Frankrig krig.
- 3. august - det første skib passerer gennem den nye Panamakanal
- 4. august – Det Tyske Kejserrige erklærer Belgien krig, og England erklærer krig mod Tyskland
- 5. august - Montenegro erklærer krig mod Østrig-Ungarn i første verdenskrig. Cuba, Uruguay, Mexico og Argentina erklærer sig alle neutrale
- 5. august - USA erklærer sig neutral, da Tyskland erklærer krig mod Sovjetunionen
- Det tyske skib SMS Mainz synker efter at være blevet sunket i slaget i Helgolandsbugten d. 28. august 19146. august – Østrig-Ungarn erklærer det Russiske Kejserrige krig
- 6. august - Serbien erklærer krig mod Tyskland og Østrig mod Rusland
- 12. august - Storbritannien erklærer Østrig-Ungarn krig
- 22. august-29. august – Slaget ved Tannenberg, tysk sejr over russerne
- 23. august - Japan erklærer krig mod Tyskland og bomber Quingdao i Kina, der er en tysk koloni
- 28. august - i Helgolandsbugten trækker den britiske flåde sig sejrrige ud af det første større søslag mod den tyske marine under 1. verdenskrig
- 30. august – Den tyske hær erobrer Amiens
- 30. august - Slaget ved Tannenberg ender med tysk sejr over russerne

### September
- 2. september - det Osmanniske Rige begynder en generalmobilisering
- 5. september - Slaget ved Marne (det første af tre) indledes
- 5. september-10. september – Marne-slaget ender med tysk tilbagetog
- 11. september -  St Louis Blues af W. C. Handy offentliggøres
- 15. september - de første skyttegrave i 1. verdenskrig graves af tyskerne
- 18. september – Lov om irsk hjemmestyre ("Home Rule Bill") træder i kraft
- 22. september - tyske ubåde sænker 3 engelske krydsere ud for den skotske kyst
- 23. september - Düsseldorf er mål for det første britiske luftangreb under 1. verdenskrig

### Oktober
- 1. oktober - de første canadiske tropper afsejler til England
- 9. oktober - i 1. verdenskrig indtager den tyske hær Antwerpen efter britiske tropper havde gjort en forsinket indsats for at støtte den belgiske hovedhær på 150.000 mand under ledelse af kong Albert 1. af Belgien
- 15. oktober - slaget om Warszawa indledes
- 17. oktober - ved et jordskælv i Grækenland og Lilleasien omkommer over 3000 mennesker
- 30. oktober - Slaget ved Ypres begynder

### November
- 1. november - 77 telefonfolk på Lolland-Falster stifter den arbejdsløshedskasse, som i dag er kendt som Min A-kasse
- 5. november - Frankrig og England erklærer Tyrkiet krig
- 5. november - Tyrkiet går ind i verdenskrigen på tysk side, England svarer med at annektere Cypern, der var under tyrkisk overhøjhed
- 20. november - det bliver et krav, at der skal fotos på amerikanske pas.
- De tre nordiske konger, Christian 10. af Danmark, Gustav 5. af Sverige og Haakon 7. af Norge, holder møde i Malmø d. 18. december 191421. november - Slaget ved Ypres afsluttes

### December
- 8. december – Søslaget ved Falklandsøerne udkæmpes mellem tyske krigsskibe ledet af Maximilian von Spee mod britiske ledet af Doveton Sturdee, hvor de tyske skibe bliver sænket.
- 18. december – de tre nordiske konger, Christian 10. af Danmark, Gustav 5. af Sverige og Haakon 7. af Norge, holder møde i Malmø
- 24. december - under 1. verdenskrig indtræffer det første tilfælde af "julevåbenstilstand" ved fronten nær Ieper i Belgien

## Født

### Januar
- 4. januar – Jane Wyman, amerikansk skuespillerinde (død 2007).
- 7. januar – H.C. Toft, dansk politiker (død 2001).
- 25. januar – Astrid Krog Halse, norsk lyriker (død 2007).
- 27. januar – Karen Marie Løwert, dansk skuespiller og teaterchef (død 2002).
- 31. januar – Jersey Joe Walcott, amerikansk bokser (død 1994).

### Februar
- 2. februar - Margarita Stāraste-Bordevīka, lettisk børnebogsforfatter (død 2014).
- 3. februar – Mary Carlisle, amerikansk skuespillerinde og sanger (død 2018).
- 5. februar – William S. Burroughs, amerikansk forfatter (død 1997).
- 7. februar – Sejr Volmer-Sørensen, dansk teaterdirektør (død 1982).
- 15. februar – Kevin McCarthy, amerikansk skuespiller (død 2010).
- 22. februar – Renato Dulbecco, amerikansk virolog (død 2012).

### Marts
- 3. marts – Asger Jorn, dansk billedkunstner (død 1973).
- 6. marts – Robert Bergsaker, norsk forfatter, prædikant og missionær (død 2009).
- 13. marts – Olaf Pooley, britisk skuespiller og forfatter (død 2015).
- 25. marts – Norman Borlaug, amerikansk videnskabsmand (død 2009).
- 26. marts – William Westmoreland, amerikansk general (død 2005).
- 27. marts – Budd Schulberg, amerikansk manuskriptforfatter (død 2009).
- 31. marts – Dagmar Lange, svensk forfatter (død 1991).
- 31. marts – Octavio Paz, mexicansk diplomat, forfatter og modtager af Nobelprisen i litteratur (død 1998).

### April
- 2. april – Alec Guinness, engelsk skuespiller (død 2000).
- 2. april – Hans J. Wegner, dansk arkitekt og møbelarkitekt (død 2007).
- 4. april – Grete Hækkerup, dansk politiker (død 1995).
- 6. april – Theodor Christensen, dansk kort- og dokumentarfilminstruktør (død 1967).
- 13. april – Børge Mogensen, dansk møbelarkitekt og -designer (død 1972).
- 26. april - Claus Brun, dansk læge (død 2014).

### Maj
- 1. maj – Aage Stentoft, dansk komponist, forfatter og teaterdirektør (død 1990).
- 13. maj – Joe Louis, amerikansk bokser (død 1981).

### Juni
- 4. juni – Willy-August Linnemann, dansk forfatter (død 1985).
- 5. juni - Viggo Kjær, dansk civilingeniør (død 2013).
- 7. juni – Eik Koch, dansk skuespiller (død 1982).
- 9. juni – Kirsten Hüttemeier, dansk kogebogsforfatter (død 2003).
- 11. juni - Nils Koppel, dansk arkitekt (død 2009).
- 14. juni - Gisèle Casadesus, fransk skuespillerinde (død 2017).
- 18. juni - E.G. Marshall, amerikansk skuespiller (død 1998).

### Juli
- 5. juli – Gerda Gilboe, dansk skuespillerinde og sangerinde (død 2009).
- 8. juli – Billy Eckstine, amerikansk sanger (død 1993).
- 8. juli – Jyoti Basu, indisk politiker (død 2010).
- 15. juli – Hammond Innes, britisk forfatter (død 1998).
- 21. juli – Suso Cecchi D'Amico, italiensk manuskriptforfatter (død 2010).
- 23. juli – Alf Prøysen, norsk visesanger og forfatter (død 1970).
- 31. juli – Louis de Funès, fransk skuespiller og komiker (død 1983).

### August
- 9. august – Leif Hamre, norsk forfatter (død 2007).
- 9. august – Tove Jansson, finsk forfatter og kunstner (død 2001).
- 14. august – Poul Hartling, dansk politiker og statsminister (død 2000).
- 14. august – Stieg Trenter, svensk forfatter (død 1967).
- 15. august – Aase Clausen, dansk skuespiller (død 2005).
- 21. august – Karl Krøyer, dansk opfinder (død 1995).

### September
- 7. september - Walter Holbrook Gaskell, engelsk fysiolog (født 1847).
- 12. september – Desmond Llewelyn, walisisk skuespiller (død 1999).
- 13. september – Gunnar Bigum, dansk skuespiller (død 1983).
- 15. september – Jens Otto Krag, dansk statsminister (død 1978).
- 21. september – Tonny Ahm, dansk badmintonspiller (død 1993).

### Oktober
- 3. oktober – Einar Lundeby, norsk lingvist (død 2011).
- 6. oktober – Thor Heyerdahl, norsk etnolog og leder af Kon-Tiki (1947) og Ra (1969-70) ekspeditionerne (død 2002).
- 16. oktober – Zahir Shah, Afghanistans sidste konge (død 2007).
- 21. oktober – Martin Gardner, amerikansk matematiker (død 2010).
- 26. oktober – Betty Helsengreen, dansk skuespiller (død 1956).
- 27. oktober – Dylan Thomas, britisk digter (død 1953).

### November
- 6. november – Jonathon Harris, amerikansk skuespiller (død 2002).
- 8. november – George Bernard Dantzig, amerikansk matematiker (død 2005).
- 8. november – Norman Lloyd, amerikansk skuespiller (død 2021).
- 9. november – Hedy Lamarr, østrigsk skuespiller (død 2000).
- 11. november – Howard Fast, amerikansk romanforfatter og tv forfatter (død 2003).
- 25. november – Joe DiMaggio, legendarisk amerikansk baseballspiller (død 1999).
- 27. november – Lis Smed, dansk skuespillerinde (død 1944).

### December
- 1. december – K.B. Andersen, dansk folketingspolitiker og minister (død 1984).
- 1. december – Johannes Hofmeister, dansk maler (død 1990).
- 6. december – Carlo Panduro, dansk direktør og grundlægger (død 1994).
- 9. december – Frances Reid, Amerikansk skuespillerinde (død 2010).
- 10. december – Astrid Henning-Jensen, dansk filminstruktør (død 2002).
- 13. december – Jørgen Beck, dansk skuespiller (død 1991).
- 14. december – Rosalyn Tureck, amerikansk pianist (død 2003).
- 20. december – Asta Hansen, dansk skuespiller (død 1962).
- 24. december – Finn Gerdes, dansk forfatter og maler (død 1995).
- 26. december – Lise Thomsen, dansk skuespiller (død 2003).
- 26. december – Richard Widmark, amerikansk skuespiller (død 2008).

## Dødsfald
- 11. januar – Carl Jacobsen, dansk brygger og kunstmæcén (født 1842).
- 12. januar – Louise Phister, kgl. dansk skuespiller (født 1816).
- 21. januar – Theodor Kittelsen, norsk kunstner (født 1857).
- 17. maj – Andreas Bentsen, dansk arkitekt (født 1839).
- 13. juni – Anders Nielsen, dansk politiker og redaktør (født 1862).
- 21. juni – Bertha von Suttner, østrigsk forfatter (født 1843).
- 28. juni – Ærkehertug Franz Ferdinand og hustru Sophie (født 1863). (myrdet – se Begivenheder)
- 11. august – Hans Christian Engelsen, dansk boghandler (født 1844).
- 20. august – Pave Pius X (født 1835).
- 10. oktober – Karl 1. af Rumænien, (født 1839).
- 24. oktober – Gustav Wied, dansk forfatter (født 1858).
- 29. november – Robert Henriques, dansk cellist og komponist (født 1858).

## Nobelprisen
- Fysik – Max von Laue
- Kemi – Theodore William Richards
- Medicin – Robert Bárány
- Litteratur – Ingen prisuddeling.
- Fred – Ingen prisuddeling.

## Film
- Det hemmelighedsfulde X – instruktør Benjamin Christensen
- Ægteskab og Pigesjov – instruktør August Blom

## Bøger
- James Joyce: Dublinfolk

## Billedkunst

### I Danmark
- Edvard Munch, Hjemvendende arbejdere, Statens Museum for Kunst
- Astrid Holm, Rose dækker bord, Statens Museum for Kunst
- Edvard Weie, Motiv fra Christiansø, Statens Museum for Kunst
- Kristian Zahrtmann, Den Hellige Katharina af Sienna, Randers Kunstmuseum
- L.A. Ring, Når toget ventes. Jernbaneoverskæring ved Roskilde Landevej, Statsministeriet
- Kristian Zahrtmann, Selvportræt en face. Lampelys, Statens Museum for Kunst